# 노보르제프

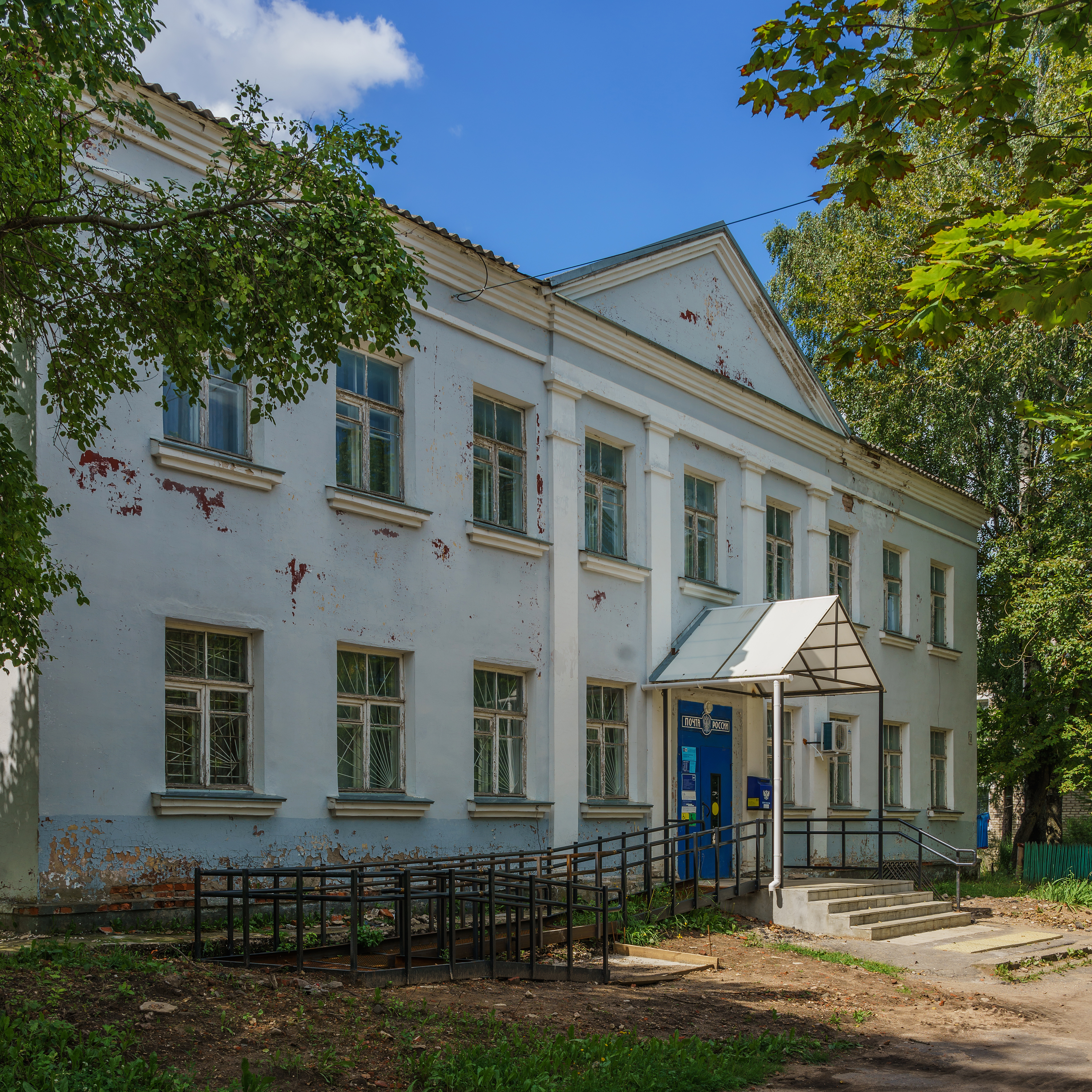

노보르제프(러시아어: Новорже́в)는 러시아 프스코프주 중부에 위치한 도시로, 인구는 4,125명(2002년 기준)이다. 프스코프(프스코프 주의 주도)에서 남동쪽으로 144km 정도 떨어진 곳에 위치한다.
1777년 예카테리나 2세의 행정 개혁에 따라 시로 승격되었다.